# Wspólnota administracyjna Burgstädt
Wspólnota administracyjna Burgstädt (niem. Verwaltungsgemeinschaft Burgstädt) – wspólnota administracyjna w Niemczech, w kraju związkowym Saksonia, w okręgu administracyjnym Chemnitz, w powiecie Mittelsachsen. Siedziba wspólnoty znajduje się w mieście Burgstädt.
Wspólnota administracyjna zrzesza jedną gminę miejską oraz dwie gminy wiejskie: 
- Burgstädt
- Mühlau
- Taura